# 251621 Lüthen
(251621) Lüthen, denumire internațională (251621) Luthen, este un asteroid din centura principală de asteroizi.

## Descriere
251621 Lüthen este un asteroid din centura principală de asteroizi. A fost descoperit pe 10 septembrie 2009 la Observatorul Teide (telescop OGS, Agenția Spațială Europeană) de către Matthias Busch și Rainer Kresken. Asteroidul prezintă o orbită caracterizată de o semiaxă mare de 2,47 ua, o excentricitate de 0,14 și o înclinație de 7,0° în raport cu ecliptica.